# Egon Spengler
Il dottor Egon Spengler è un personaggio immaginario apparso per la prima volta nel film Ghostbusters - Acchiappafantasmi (1984) e nei suoi sequel Ghostbusters II (1989) e Ghostbusters: Legacy (2021). Raggiunse anche la popolarità con la serie televisiva a cartoni animati The Real Ghostbusters, spin-off del film. È interpretato da Harold Ramis. È doppiato da Mario Cordova nel primo film, e nelle prime due stagioni della serie animata The Real Ghostbusters, da Claudio Capone nel secondo film e dalla terza stagione in poi della serie animata The Real Ghostbusters, infine da Enrico Bertorelli nella serie animata Extreme Ghostbusters.

## Biografia del personaggio
Egon Spengler nasce a Cleveland (Ohio) il 21 novembre 1944. È un individuo alto 1,88 m, allampanato, occhialuto e dai capelli corvini (biondi nella serie animata), mentre di carattere si presenta estremamente laconico e riflessivo. All'inizio del primo film lavora, insieme ai suoi colleghi Peter Venkman e Ray Stantz, come ricercatore per l'Università di New York, venendo poi espulso (insieme a Peter e Ray) perché ritenuto poco credibile. In seguito i tre uomini si mettono in società e diventano gli Acchiappafantasmi, una squadra di disinfestatori professionisti.
Laureatosi con il massimo dei voti in parapsicologia e ingegneria nucleare, Egon Spengler è inoltre il più colto dei membri del team nel campo del paranormale. La sua genialità gli ha permesso di ideare e costruire gli zaini protonici e tutta l'attrezzatura necessaria per la loro attività, compreso il contenitore ectoplasmatico fondamentale per racchiudere permanentemente i fantasmi (il cosiddetto "dispositivo di stoccaggio"). La sua prima grande invenzione fu il PKE, un potente rilevatore di attività ectoplasmatica. Egli è, assieme a Ray Stantz, il creatore dell'equipaggiamento degli Acchiappafantasmi, rendendolo il vero e proprio cervello del gruppo. Proprio per questa sua spiccata intelligenza viene talvolta preso in giro dal collega Peter Venkman. Forse Spengler non è particolarmente socievole, come dimostrato nelle sue brevi interazioni con la segretaria, Janine Melnitz, e Peter Venkman, il più chiacchierone del gruppo.
Spengler è il membro più serio e rigido degli Acchiappafantasmi. È una persona estremamente scrupolosa, di poche parole e abbastanza introversa, anche se a volte si lascia andare a qualche battuta. Dei suoi hobby Spengler parla proprio nel primo film, dove attesta di collezionare "spore, muffe e funghi", aggiungendo nel secondo film che, durante la sua infanzia, l'unico gioco di cui disponeva era un misirizzi che però possedette per poco tempo, perché lo fuse per estrarne del piombo. Come ricordato nel primo film, è apparentemente un tossicomane di cibo spazzatura, a causa della sua passione per i dolci e i crackers. Nel secondo film, si aggiunge che a lui e Ray piacciono i cibi da asporto come la pizza, la cucina asiatica, greca e messicana. Nel primo film c'è anche una scena in cui Egon cena con cibo cinese da asporto con Peter e Ray, durante la quale mangia rotoli di uova. Secondo il videogioco della serie, Spengler dorme solamente 14 minuti al giorno, il che gli lascia "molto tempo per lavorare". Nonostante sia un timido professore stereotipato, Egon è incline a reazioni violente quando viene spinto troppo oltre dal punto di vista caratteriale, come dimostrato dal suo tentativo di aggredire il cinico e prepotente funzionario del Dipartimento dell'ambiente Walter Peck, a causa della sua codardia.
Nel terzo film della serie originale, Ghostbusters: Legacy, viene detto che il personaggio è veramente morto (come l'attore Harold Ramis, mancato nel febbraio del 2014) in cui viene ucciso dagli spiriti maligni, conducendo un esperimento a Summerville, luogo in cui è ambientato il film. Ha una figlia single di nome Callie con cui Egon non ha mai avuto rapporti in quanto preso dal suo lavoro ma che nonostante tutto la sorvegliava osservandola di nascosto per assicurarsi che stesse bene, e infine i suoi giovani nipoti, la dodicenne Phoebe e il quindicenne Trevor. Si scoprirà che anni prima aveva lasciato i suoi amici sospettando che Gozer il dio sumero che lui e i suoi compagni avevano sconfitto fosse ancora vivo. Quando capì di non essersi sbagliato e che Gozer sarebbe risorto andò a Summerville e costruì all'interno di un campo un impianto collegato a centinaia di trappole per fantasmi per riuscire a distruggere Gozer per sempre infatti una volta che sarebbe risorto avrebbe usato le trappole nascoste nel campo per imprigionarlo e distruggerlo allo stesso tempo purtroppo il tentativo era fallito perché i condensatori non avevano abbastanza energia per attivare le trappole e Gozer lo aveva ucciso con i suoi poteri provocandogli l'infarto che lo aveva ucciso. Alla fine del film, nello scontro finale, compare sotto forma di spettro e aiuta i suoi vecchi colleghi rimasti e la sua nipote (con la quale condivide la passione per la scienza in cui indossa anche lei gli occhiali) a sconfiggere definitivamente Gozer. Infine si riconcilia con sua figlia Callie facendole capire che seppur fosse stato assente nella sua vita le ha sempre voluto bene e che non voleva coinvolgerla in tutto questo solo per proteggerla e Callie comprendendo ciò lo perdona e dopo aver salutato i suoi amici e la sua famiglia Egon se né va nell'aldilà essendo in pace con se stesso dopo tanto tempo. 

## Concezione e sviluppo
Il nome del personaggio, Egon Spengler, è una fusione del nome di Egon Donsbach, un rifugiato ungherese compagno di classe di Ramis alla Senn High School, e il nome del poliedrico tedesco Oswald Spengler.
Christopher Walken, John Lithgow, Christopher Lloyd e Jeff Goldblum sono stati presi in considerazione per il ruolo di Egon Spengler, anche John Candy era interessato al ruolo di Egon Spengler, ma era invece già impegnato sul set di Splash - Una sirena a Manhattan, Ramis, si era avvicinato molto al personaggio mentre lo scriveva e si sentiva in dovere di interpretarlo lui stesso.
Maurice LaMarche ha dichiarato quando ha fatto l'audizione per la parte di Egon in The Real Ghostbusters, gli è stato chiesto di non fare un'imitazione di Ramis, cosa che ha ignorato perché le impressioni erano uno dei suoi punti di forza come interprete, e non c'era altro modo in cui poteva immaginare di interpretare correttamente il personaggio se non quello di seguire l'esempio di Ramis. Ha ottenuto comunque la parte e ha detto in un'intervista che ha fatto due riprese diverse: una in cui ha impersonato Ramis, l'altra in cui ha provato un approccio più simile a quello di Woody Allen che non si adattava alla fisicità del personaggio.